# Łapanów (gemeente)
De gemeente Łapanów is een landgemeente in het Poolse woiwodschap Klein-Polen, in powiat Bocheński.
De zetel van de gemeente is in Łapanów.
Op 30 juni 2004 telde de gemeente 7443 inwoners.

## Oppervlakte gegevens
In 2002 bedroeg de totale oppervlakte van gemeente Łapanów 71,18 km², waarvan:
- agrarisch gebied: 63%
- bossen: 27%

De gemeente beslaat 11,27% van de totale oppervlakte van de powiat.

## Demografie
Stand op 30 juni 2004:
| Omschrijving                   | Totaal | Totaal | Vrouwen | Vrouwen | Mannen | Mannen |
| ------------------------------ | ------ | ------ | ------- | ------- | ------ | ------ |
| eenheid                        | aantal | %      | aantal  | %       | aantal | %      |
| inwoners                       | 7443   | 100    | 3693    | 49,6    | 3750   | 50,4   |
| bevolkingsdichtheid (inw./km²) | 104,6  | 104,6  | 51,9    | 51,9    | 52,7   | 52,7   |

In 2002 bedroeg het gemiddelde inkomen per inwoner 1496,64 zł.

## Administratieve plaatsen (sołectwo)
Boczów, Brzezowa, Chrostowa, Cichawka, Grabie, Kamyk, Kępanów, Kobylec, Lubomierz, Łapanów, Sobolów, Tarnawa, Ubrzeż, Wieruszyce, Wola Wieruszycka, Wolica, Zbydniów.

## Aangrenzende gemeenten
Bochnia, Gdów, Jodłownik, Limanowa, Raciechowice, Trzciana